# 山本むつみ
山本 むつみ（やまもと むつみ）は、日本の脚本家。北海道旭川市出身。

## 人物
北海道旭川北高等学校から北海道大学教育学部に進学し、卒業後は、東京のアスキーなどで編集者をしながら、シナリオ・センター「シナリオ作家養成講座」を受けた。2001年、『川留め騒動始末』の脚本がBKラジオドラマ脚本賞佳作に選ばれ、翌2002年、四国放送公募の入選作『阿波藍の唄が聴こえる』が開局50周年記念ラジオドラマとして放送された。
2003年、第31回NHK創作ラジオドラマ脚本懸賞に『唐木屋一件のこと』で応募し、最優秀賞を受賞。その受賞をきっかけに翌2004年、『御宿かわせみ』でテレビドラマの脚本家デビュー。その後も編集者と脚本家を兼業したが、2006年の『結婚式へ行こう!』より脚本家専業に。2010年前期のNHK連続テレビ小説『ゲゲゲの女房』で広く注目を集め、2013年には、NHK大河ドラマ『八重の桜』の脚本を担当した。

## 主な作品

### テレビドラマ
- 御宿かわせみ〜第二章〜（2004年、NHK）
- 慶次郎縁側日記 1（2004年、NHK）
- 御宿かわせみ〜第三章〜（2005年、NHK）
- 秘太刀 馬の骨（2005年、NHK）
- 慶次郎縁側日記 3（2006年、NHK）
- 結婚式へ行こう!（2006年、TBS）
- トップセールス（2008年、NHK）[3]
- 元気を出して（2008年、TBS）
- ゲゲゲの女房（2010年、NHK）[1]
- 塚原卜伝（2011年、NHK BSプレミアム）[4]
- 大地のファンファーレ（2012年、NHK）[5]
- 八重の桜（2013年、NHK）[2]
- 相棒シリーズ (テレビ朝日) 
  - season12 第15話「見知らぬ共犯者」（2014年）
  - season13 第13話「人生最良の日」（2015年）
  - season14 第16話「右京の同級生」（2016年）
  - season15 第4話「出来心」（2016年）、第11話「アンタッチャブル」（2017年）　
  - season16 第9話「目撃しない女」（2017年）、第12話「暗数」（2018年）
  - season17 第6話「ブラックパールの女」（2018年）、第12話「怖い家」（2019年）
  - season18 第17話「いびつな真珠の女」（2020年）
  - season19 第7話「同日同刻」（2020年）、第14話「忘れもの」（2021年）
  - season20 第7話「かわおとこ」（2021年）、第15話「食わせもの」（2022年）
- 大江戸捜査網2015〜隠密同心、悪を斬る!（2015年、テレビ東京）[6]
- コウノドリ（2015年、TBS）[7]
- 女たちの特捜最前線 第5話（2016年8月18日、テレビ朝日）
- 石川五右衛門 第6話（2016年、テレビ東京）[8]
- 伝七捕物帳（2016年、NHK BSプレミアム）
  - 伝七捕物帳 2（2017年、NHK BSプレミアム）
- 遺留捜査 第4シリーズ 第8話（2017年9月7日、テレビ朝日）
- ヘヤチョウ（2017年12月17日、テレビ朝日）[9]
- Aではない君と（2018年9月21日、テレビ東京）[10]
- 小吉の女房（2019年、NHK BSプレミアム）[11]
  - 小吉の女房2（2021年、NHK BSプレミアム）
- 病院の治しかた〜ドクター有原の挑戦〜（2020年、テレビ東京）
  - 病院の治しかた～スペシャル～（2021年、テレビ東京）
- 陰陽師（2020年、テレビ朝日）
- 神の手（2023年、テレビ東京）
- あきない世傳 金と銀（2023年、NHK BS・NHK BSプレミアム4K）[12]
  - あきない世傳 金と銀2（2025年＜予定＞、NHK BS・NHK BSプレミアム4K）[13]
- ひとりぼっち -人と人をつなぐ愛の物語-（2023年、TBS）

### 映画
- いつまた、君と　～何日君再来（ホーリージュンザイライ）～（2017年、ショウゲート）

### ラジオドラマ
- 阿波藍の唄が聴こえる（2002年、四国放送、ギャラクシー賞奨励賞）
- 唐木屋一件のこと（2003年、NHK-FM）
- 不思議屋不動産（2003年、NHK-FM）
- 明治おばけ暦（2007年、NHK-FM、放送文化基金賞優秀賞受賞）
- 成田屋おまつ（2008年、NHK-FM）

他

### 舞台作品
- 明治おばけ暦（2011年・12年、劇団前進座）